# أليخاندرو أغريستي
أليخاندرو أغريستي (بالإسبانية: Alejandro Agresti) (2 يونيو 1961)، هو منتج أفلام، مخرج أفلام وكاتب سيناريو أرجنتيني. وهو مخرج فيلم منزل البحيرة بمشاركة ممثلي هوليوود ساندرا بولوك كيانو ريفز سنة 2006.

## حياته
يكتب أغريستي الكوميديا الدرامية والتي لاقت عامة نجاحا، والتي مثلت فيهم ممثلين دوليين أمثال الأرجنتينيان نورما ألياندرو وسيسيليا روت في فيلم ليلة مع حب صابرينا (بالإسبانية: Una noche con Sabrina Love)، والأمريكيان كيانو ريفز وساندرا بولوك في فيلم منزل البحيرة، وأيضا الإسبانيان أنجيلا مولينا وكارمن مورا، وأيضا الفرنسي جان روشفور.
عرف أليخاندرو أيضا في الولايات المتحدة الأمريكية لإخراجه فيلم فالنتين (بالإسبانية: Valentín)، جعله يفوز بجائزة كوندور الأنديز الفضية لأفضل مخرج وأفضل عرض أصلي المقدمة من طرف جمعية نقاد السينما الأرجنتينية، وجائزة العجر الذهبي في المهرجان الهولندي للفيلم، وجائزة الجمهور في مهرجان نيوبورت الدولي للفيلم.
يعتبر منزل البحيرة (بالإنجليزية: The Lake House) أهم عمل لأغريستي حيث أكسبه شهرة واسعة على مستوى العالم.

## أعماله
| السنة | الاسم                      | الاسم الأصلي                     |
| ----- | -------------------------- | -------------------------------- |
| 1984  | انفجر النيوترون في بورزاكو | La neutrónica explotó en Burzaco |
| 1984  |                            | El hombre que ganó la razón      |
| 1987  | الحب هو امرأة غليظة        | El Amor es una mujer gorda       |
| 1989  | زواج سري                   | Boda secreta                     |
| 1990  | لوبا                       | Luba                             |
| 1990  | حياة المدينة               | City Life                        |
| 1997  | يوم واحد إلى الأبد         | Un día para siempre              |
| 1997  | الصليب                     | La cruz                          |
| 1998  | ريح مع الذهب               | El viento se llevó lo qué        |
| 1999  | تهب الرياح كثيرا           | El viento se llevó lo que        |
| 2000  | ليلة مع حب صابرينا         | Una noche con Sabrina Love       |
| 2002  | فالنتين                    | Valentín                         |
| 2004  | عالم أقل سوءاً              | Un mundo menos peor              |
| 2006  | منزل البحيرة               | The Lake House                   |
| 2013  | نحن لسنا حيوانات           | No somos animales                |
| 2016  | الميكانيك الشعبي           | Mecánica popular                 |